# WD 0346+246
WD 0346 + 246 — белый карлик в созвездии Тельца.

## История
WD 0346+246 обнаружена в 1997 году, когда в результате просмотра фотографий, сделанных для обзора коричневых карликов в Плеядах, была обнаружена слабая звезда с большим собственным движением. Это один из самых холодных известных белых карликов, эффективная температура которого оценивается примерно в 3900 К, что соответствует спектральному типу M0.

## Характеристики
Недавние исследования с использованием космического телескопа НАСА Spitzer и 2,4-метрового телескопа обсерватории MDM (около Тусона, Аризона, США) показывают, что этот белый карлик (вместе с другим: SDSS J110217,48+411315.4) имеет самую низкую (для белых карликов) температуру поверхности около 3700 и 3800 К из-за возраста от 11 до 12 миллиардов лет.